# Themistoclesia crassifolia
Themistoclesia crassifolia är en ljungväxtart som beskrevs av Herman Otto Sleumer. Themistoclesia crassifolia ingår i släktet Themistoclesia och familjen ljungväxter. Inga underarter finns listade i Catalogue of Life.